# Lubiniezky (cràter)

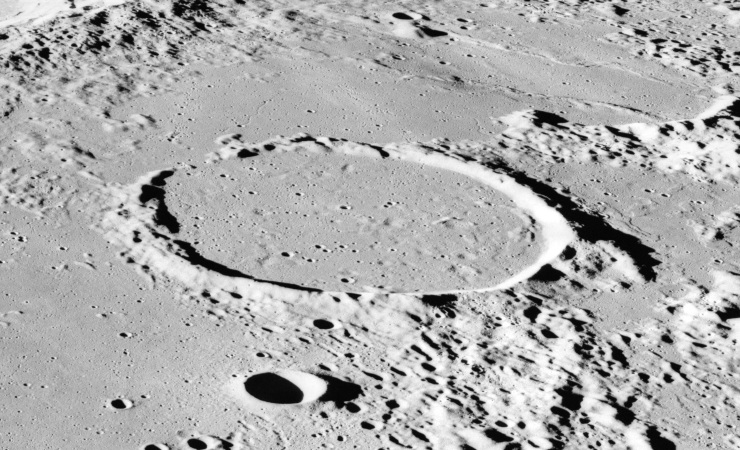
Fotografia de la missió Apol·lo 16

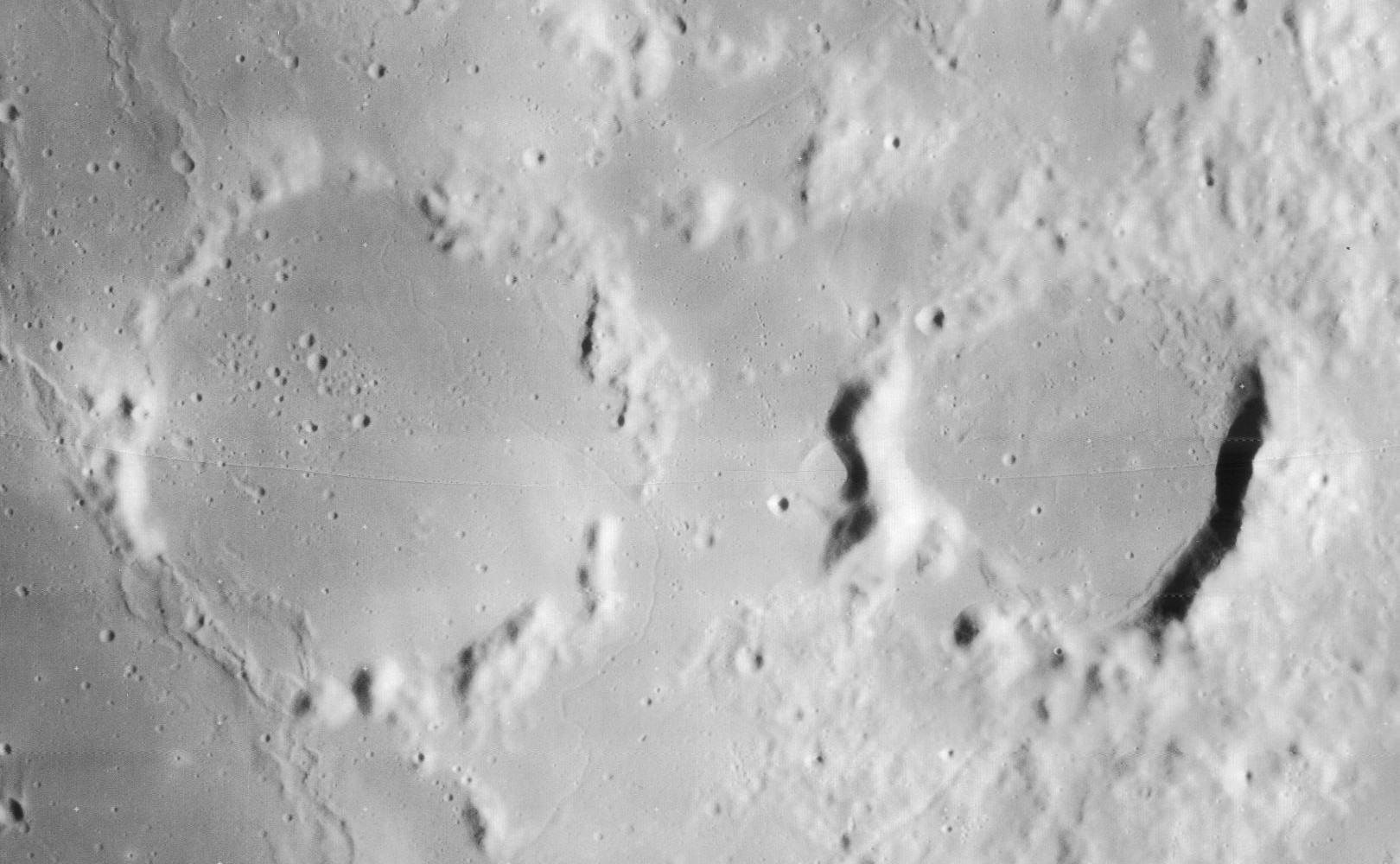
Lubiniezky I (esquerra) i A (dreta)

Lubiniezky és un cràter d'impacte lunar inundat de lava situat en el bord nord-oest del Mare Nubium. Es localitza més fàcilment si s'utilitza com a referència el cràter Bullialdus, situat al sud-est.
|  |

El sòl de Lubiniezky ha estat reconstituït per la lava basáltica, que molt probablement va entrar des del mar lunar circumdant a través de la eacletxa situada en el sud-est del brocal. La vora restant forma una elevació corbada i desgastada al voltant del sòl interior relativament pla i sense trets distintius. La vora està unida per crestes adjacents a les parets nord i oest. Al nord es troba el cràter amb forma de bol Darney. Els cràters satèl·lit Lubiniezky A i I, situats al nord-oest, també estan inundats de lava.

## Cràters satèl·lit
Per convenció aquests elements són identificats en els mapes lunars posant la lletra en el costat del punt mitjà del cràter que està més proper a Lubiniezky.